# Побуна у Вандеји
Побуна у Вандеји је устанак од 1793. до 1796. године против републиканске власти за време Француске револуције. Позната је под различитим називима: Рат у Вандеји, Побуна у Вандеји, Устанак у Вандеји. Вандеја је област на западној обали Француске. Ту се догодила највећа побуна (контрареволуција) против нове републике. Био је то највећи грађански рат у Француској тога доба, у коме је убијено између 40.000 и 250.000 становника Вандеје.

## Увод
Класне разлике нису биле тако велике у Вандеји, као у осталим крајевима Француске. Изгледа да у сељачкој Вандеји локално племство није било тако омражено као у другим крајевима Француске. Конфликти, који су били покретачка снага Француске револуције били су у Вандеји ослабљени јаком приврженошћу католичкој цркви. Након почетка револуције 1789. сељаци су осетили да се њихов положај погоршао па су избили немири већ 1791. и 1792. Иначе устанак је подстакнут и додатним разлозима. Један од њих је био закон по којима су се цркви одузимали поседи и распуштали манастири и свештеници су морали исказати лојалност новој власти. Други важан декрет је био декрет о регрутовању 1793. године. Готово сви свештеници Вандеје су одбили да се закуну на лојалност новој власти. Због тога је Комитет јавне безбедности послао свештенике одане револуцији, који су били омражени у народу. Остали свештеници су прогласили да су церемоније и молитве наметнутих свештеника без икакве вредности.

## Избијање побуне
Народ се побунио 7. марта 1793. против како су они видели неправди Републике. Побуне због регрутовања избиле су у другим крајевима Француске након августа 1793. У Бретањи је много већа побуна одмах угушена, јер је било довољно војске. У Вандеји одмах на почетку побуне није било довољно војске да угуши побуну.
Након почетка устанка, било је спонтаних и некоординираних побуна од 10. до 13. марта у многим градовима и селима. Маса је нападала и убијала представнике Републике. У Машекулу је маса 11. марта на улици претукла и избола до смрти 40 људи. Ухапсили су преосталих 400 представника Републике. Повезали су их конопцима, натерали да ископају јаме и побили их.
Маса се кретала од мањих до већих насеља наоружана са оружјем, које су одузели. Неколико градова је брзо пало у руке побуњеника, који су били много пута бројнији од војника у републиканским гарнизонима Вандеје. Побуњеници су се онда обратили локалном племству тражећи вођство. Једни су одбили, а други су постали вође. Поједини свештеници су исто тако постали део вођства.
За неколико недеља побуњеничке снаге су створиле значајну, али лоше опремљену војску звану Краљевска и католичка војска. Имали су поред главне војске и 2.000 коњаника и неколико топова. Побуњеници су углавном дејствовали у мањим јединицама герилском тактиком. Од великога значаја је било познавање локалног терена и потпора становништва.

## Републикански одговор
Република је сакупила и послала 45.000 војника против побуњеника у Вандеји. Та војска је била тек регрутована. Били су слабо обучени, лоше опремљени и ухрањени и са јако ниским моралом за борбу. Та велика сила била је распршена по великом терену у јединицама од 50 до 100 људи. Контролу су имали само над урбаним срединама. Слаби гарнизони су представљали лаке мете за побуњенике.
Прва битка одиграла се ноћу 19. марта, када су побуњеници зауставили 2.000 републиканских војника на путу од Ла Рошела до Нанта. Зауставили су их северно од Шантонеа. Након шест сати битке побуњеницима је стигло појачање, па су победили републиканце, који су се разбежали. Побуњеници су након тога напредовали до јужно од Нанта. Побуњеници су нанели републиканцима тежак пораз и 22. марта код Шалона. Ту су заробили велику количину наоружања и опреме.
Војна Вандеја је покривала подручје између Лоаре и Лаја, покривајући Вандеју, део Мена и Лоаре и део Де Севра. Вандејска војска је тако осигурала територију. Од априла надаље показала се и слабост вандејске војске. Недостала је општа стратегија целе војске, а морала је водити одбрамбени рат. Ипак још увек је имала успеха. Заузели су у мају и јуну Туар и Сомир, а и победили су у две битке. Међутим прекретница је била дуга опсада Нанта.

## Пораз
Комитет јавне безбедности је 1. августа издао наређење генералу Жану Батисту Каријеру да се сурово обрачуна са побуном. Републиканска војска је добила појачања. Вандејска војска је 17. октобра 1793. доживела први озбиљан пораз. Још горе за устанике је било што се њихова војска поцепала.
У октобру 1793. главни део вандејске војске под командом Анрија де Рошжаклена очекивао је долазак британске флоте. Тих 25.000 војника заједно са много цивила прешли су Лоару и запутили су се за луку Гранвил, где су очекивали долазак британске флоте са избеглим француским племством. Када су стигли у Гранвил, није било британске флоте, а град су опколили републиканци. За време повлачења бројне истурене колоне биле су лак плен републиканским снагама. Хиљаде су страдале током повлачења. Осим тога глад и болести су појачавали невоље. Вандејска војска је била коначно поражена у последњој одлучујућој бици код Савенија 23. децембра 1793. године.

## Последице
Власт у Паризу је сматрала да су издаја и завера биле одговорне за поразе републиканаца на почетку побуне у Вандеји. Покренута је Владавина терора, која је била брутална у целој Француској, а у Вандеји је било још окрутније. Само у децембру су погубили 6.000 заробљених. Повезали би групе заробљених и потопили их на дно Лоаре. Међу њима је било и 400 деце, које је командант Карије мрзео, јер је сматрао да су они будући побуњеници.
Од фебруара 1794, републиканци су започели са коначном пацификацијом Вандеје. Кренули су у Вандеју у 12 колона и не само да су убијали преостале побуњенике, него све људе, који су им пружали подршку, али и невине. Добили су наређење да спроводе политику насилне евакуације и спржене земље. Уништени су поседи, села, куће, фарме, спаљена поља и шуме. Постојали су многи извештаји о злочинима и масовним убиствима, где се убијало без обзира на пол или доб.
Када је поход завршен у мају 1796. процењено је да је убијено између 40.000 и 250.000 становника. Област је имала око 800.000 становника.
Виктор Иго је 1874. године објавио роман Вандеја се буни, који приказује ток побуне кроз три различита погледа.